# 柴田政太郎
柴田 政太郎（しばた まさたろう、1884年（明治17年）11月10日 - 1953年（昭和28年）3月12日）は、日本の素封家、篆刻家、刀工、俳人。上記以外にも書、画、謡曲、大皷、鼓などで活動した。号は果(か)、紫陽花、木鶏。第二次世界大戦頃、一部の刀には光興と銘すると昭和町の歯科医である菅原鶴太郎は言及している。
印は犬養毅、張学良たちに愛用された。刀工としては国工の称号を持つ。日本刀鍛錬練習所所長の栗原彦三郎によって「聖代刀の暫定委列と標準価格」の中では神品の列に挙げられている。刀剣研究家の得能一男によって柴田は昭和元年から20年までの主要な刀工として、息子の清太郎は昭和の主要な刀工として挙げられている。

## 経歴
1884年（明治17年）11月10日、秋田県雄勝郡西馬音内村（後の羽後町）にて父養助、母トミの長男として生誕。養助は地元の多額納税者で、昭和初期における柴田家の収入源の産米は地主の柴田家のみで八千俵ほどあり、西馬音内の納税の内半分以上を占める程だった。裕福な家庭に生まれた柴田は土蔵内の座敷である蔵座敷にて謡、大皷、鼓を練習していたことが秋田魁新報社長で秋田市長を務めた武塙祐吉（三山）により言及されている。1895年3月に西馬音内尋常高等小学校を卒業する。自筆の履歴書によると1897年秋田県立秋田中学校（後の秋田県立秋田高等学校）に入学するも病気により1901年に退学し、1902年に早稲田大学政治経済科に入学するも、1904年に病気が原因で退学したと記されている。1908年頃に当時17歳で陸合村の裕福な家庭の出である春と結婚する。1904年に帰郷し、1907年に地域の柔道進行のための柔道場として三十畳の順堂館を、父養助と伯父与之助の支援のもと開く。昭和初期、20代で愛刀家の祖父の影響で刀剣に関心を持つ。1911年に三等郵便局長として勤め、後に1918年の病気による辞職まで西馬音内郵便局長を務める。1934年帝展に自作の短刀を出展して入選14点中第2位となり、翌1935年3月、東京白木屋にて個人展覧会を開催し、作品は全て売約される。6月1日から1週間開催された新作日本刀大共進会展にて審査委員の一人として活動するとともに、特別最優等賞を受賞する。また大倉男爵家から満州国（後の中華人民共和国遼寧省本渓市渓湖区）本渓湖神社に奉納する刀を二振鍛え、奉納する。同年11月、第一回日本刀展覧会にて審査員を務め、出品した短刀が総理大臣賞を受賞する。1936年、大日本刀匠協会の最高の名誉とされる「國工」の称号を得る。また同年、香淳皇后に作った刀が献上される。11月には東北帝国大学創立25年祭において、金属工学科で「玉鋼鍛錬ニ因ル酸化ト脱炭ニ就テ」という命題で講演を行う。またこの年に日本刀鍛錬会の主任刀匠から大倉鍛錬所に移った宮口一貫斎壽広の元を訪れ、彫刻に関して指導を請う。1937年には戦時中の軍刀修理のために中国に渡る。翌1938年には皇軍慰問軍刀修理の現地奉仕団の記録部長として出動する。昭和15年以降羽後町元城の別邸にて軍の指定工場を設立、運営するも、敗戦後は占領下で鍛刀ができなくなる。1942年頃、51歳の春と死別する。1943年新鋭機日本刀號献納会の副理事長に就任する。1946年「勅令第300号銃砲等所持禁止令」による第一回刀剣審査委員となる。刀剣所持の許可のため1949年9月26日から9月27日にかけて横手町平鹿地域署にて刀剣審査会を行う。1953年3月12日に没する。没後1977年2月17日から4月3日にかけて「柴田果書画展」が秋田市美術館にて開催される。

## 作風
柴田は多芸で知られ、一芸三年という目標に基づいて師を取り芸を極めていた。

### 篆刻
14歳頃、あるいは20代頃に篆刻を始めたといわれ、後に漢時代の印譜から学んだ。吳昌碩に傾倒したともされる。梨岡素岳、濱村藏六と知り合う。犬養は柴田の篆刻を愛用し、1926年の奉天派と勅令派の和議の議定書に柴田の作品で印を押している。1929年には西馬音内に呼ばれた中国の篆刻家である銭痩鉄からも激賞されている。作品はほぼ無償で譲渡されていたとされる。

### 俳句
1974年3月9日の『秋田魁新報』に掲載された羽後町図書館司書の高橋竜蔵の記事によると、秋田中学校時代から句作を始めた。作品が雑誌『日本及日本人』に掲載された縁により1907年に河東碧梧桐が西馬音内に15日滞在したことが記されている。河東の著作『三千里』によると、6月末には紫陽花としての句が掲載されている。8月12日には柴田の別墅に滞在し、24日には横手にて開催された懸南俳句大会に柴田も同行した。翌25日には鳥海登山の同人の集まりがあり、河東と柴田を含む9人が集まった。9月16日には角間川町の本郷氏を尋ねた、その際柴田と別れ、9月20日には羽後を去る河東と西馬音内に帰る柴田が同行した。その後9月28日には羽前肘折温泉にて柴田が河東を尋ねている。10月9日に河東たちと句会を行ったことが記録されている。その後島田五空と雑誌『俳星』にて一題百句吟の実施や雑詠、課題吟欄の選考を担当したことが記されている。1930年頃から嘶吟社を発足し、元西地区の馬音吟社の指導も担当した。1931年5月には自費で別邸の杉桧軒（さんかいけん）にて同雑誌の全県大会を開催したとされる。その後『俳星』を離れ、剣道家の若林美入野との交流により『京鹿子』に入る。昭和25年5月5日には虚子の次女である星野立子を西馬音内に招き、その後星野は元西馬音内村の杉桧軒にて開催された全県俳句大会に参加した。
季語の果忌および紫陽花忌は柴田の命日に由来する。

### 謡曲
謡曲に関しては秋田県の喜多流の重鎮であった。旧久保田藩主佐竹家の師である石川泉に習い、その後家元の高弟についた。

### 日本刀
師について柴田は第十五回帝展の出品申込書には「師ナシ」と記している。外部からは秋田の刀工である佐藤重則と1934年以降『日本刀鍛錬会』の主任を務め、第二次世界大戦中は靖広あるいは国護として軍刀を多数制作した宮口一貫斎寿広が挙げられている。特に佐藤は卸鉄の法や鍛え方を教えている他、柴田の初期作の下地は佐藤が作成していると菅原は述べている。写しでは左文字や来を多く作る。打った刀も短刀が多く、直刃を主に作った。流派は「現在日本刀剣鍛冶指名住所表」において水心子流とされている。研究に関しては水心子正秀の口伝覚書を用いたとされる。また古文献に基づき鎌倉時代前後に絶滅した水素還元法に合致した鍛刀法を復活させたとされるが、これに関して編集者で刀剣ジャーナリスト、プランナーの土子民夫は、出典が明らかではないものとして疑問を呈している。

### 書
書は中国北宋時代の黄山谷の風を継承した。中国から500冊の手本を取り寄せ模写していたとされ、比田井天来から激賞される。

### 発明
特許を割箸製造機や草刈り鎌で取得しており、大正3年から昭和13年まで合わせて30件取得したとされる。枝切り鎌と草刈り鎌は農村で用いられた。割箸は戦前「大正製箸工場」を運営、日本全土の旅館や料理屋の注文を受け収入に充てていたものの、作品制作による失費の方が多かったとされる。発明は100件以上とされている。
特許
- 割箸製造機ニ於ケル切割装置 - 大正15年實用新案出頭公告第30024號 公告大正15年10月11日
- 割箸製造機ニ於ケル箸材ノ上下面ヲ削ル装置 - 大正15年實用新案出頭公告第30025號 公告大正15年10月11日
- 割箸ノ内部面取装置 - 昭和2年實用新案出頭公告第4970號 公告昭和2年6月1日
- 圓箸削器 - 昭和2年 實用新案出頭公告第14335號 公告昭和2年12月3日
- 割箸製造機ニ於ケル箸材ノ上下面ヲ削ル装置 - 昭和2年 實用新案出頭公告第14513號 公告昭和2年12月6日
- 箸ノ傾斜面形成装置 - 昭和4年 實用新案出頭公告第6609號 公告昭和4年6月13日

## 人物
思想は安岡正篤の影響を強く受けたとされる。また柴田の娘であるサキ（三女）は政太郎の没後、秋田魁新報の紙面にて柴田が老荘思想に共感し新しいものを嫌ったことを語っている。柔道三段、剣道四段を持ち、県会議員も一期務める。秋田県の香具師団体である神農会の会長も務める。一方で絵は秋田美術展では自信作が落選、後に近藤浩一からは絵が作品の中で最も下手であると回答されている。
柴田の実弟と中学校時代の同級生であった武塙は、著書で柴田の隠し芸の犬の鳴き声や西馬音内の盆踊りでは太鼓を叩いたり踊りの輪に入っていく人柄の一方で、専門の研究になると別人になることを述べている。一方で三女のサキは柴田が父養助と異なり踊りの輪には加わらなかったものの、太鼓を打ったことやそれに関する俳句を詠んだことについて言及している。
雅号は刀剣と篆刻に果、俳句には主に紫陽花、木鶏を用いた。出来のいいものには果と記し、出来に不満があるものは果生と記し、修行中である旨を載せた。また安岡からは木鶏を雅号としてもらい、一番気に入った雅号であると述べ、気に入った作品にだけ用いた。
生前に名物小夜左文字を秘蔵しており、これに基づいて庵号を小夜左庵と名付ける。他にも後に重要文化財となる國吉の太刀で、佐藤寒山に小夜左庵國吉と称されたものや、同じく重要文化財の古備前正恒の太刀を所持していた。このうち正恒の太刀は第二次世界大戦終戦後の10月2日に銃砲等所持禁止令に則って横手警察署に提出されたものの、その後紛失されたとされる。後に乕徹の偽銘の作品が秋田県外に流出しそうになった際に、『秋田魁新報』に掲載された「名刀乕徹への郷愁」にて正恒が果の没後東京にて発見され柴田家に戻ったことを明らかにしている。また異なる噂として、正恒を買い取るよう北海道から依頼があったとする説も『麗』にて記されている。その後息子の清太郎が所持していることが1977年に確認されているものの、2017年1月17日に国に売却された。他にも之定や肥前刀を愛刀とし、後者に関しては1947年5月に國立博物館にて開催された刀剣美術特別展覧会にて小夜左文字と共に「肥前国住陸奥守藤原忠吉」と銘された二尺五寸一分の刀を出品している。また土子は政太郎の長男清太郎との手紙のやり取りで二千点に及ぶ刀の押形がある話を聞くなど、収集にも力を入れている。
湯沢市の俳人協会会員である岡田夏生は昭和5年頃に俳句を、後に篆刻についても政太郎から学ぶようになる。
政太郎の性格について日本美術刀剣保存協会会長などを務めた本間順治はおっとりしているように見えて鋭く、面白い人物だったと評している。一方で政太郎の長男である清太郎は我儘で気性が激しく、鉄やハンマーが飛ぶこともあったと土子との手紙で記載している。サキは両親の結婚の過程について『秋田魁新報』の連載で触れている。それによると自身の縁談が決まりかけていたところ、当時女医を目指していた春のことを気に入った政太郎が縁談を断って結婚し、春は夢を諦めて総員30名の大所帯で家事を担わなくてはならなかったと述べている。生前交流のあった大塚精次郎は政太郎の没後『刀剣美術』にて大光堂の署名で「故柴田果先生と大熊」を記した。それによると、交渉で癇癪を起した政太郎が売り言葉に買い言葉で日が傾きかけている中飛び出してしまい、クマと遭遇しているのではないかと心配したところ政太郎が帰って来た。政太郎はクマ2頭と遭遇したと嘘と思われる話をして、大光はその強情さについて触れている。

## 受賞歴
- 1934年 - 帝展 第2位
- 1935年 - 第一回新作日本刀大共進会展 特別最優等賞、第一回日本刀展覧会 総理大臣賞
- 1939年 - 文部省後演第三回日本刀展覧会 第一部第一席 特賞[89]
- 1942年 - 文部省後演第七回 日本刀展覧会 第一部 元老名誉作 元老十二傑作(最上大業物) 文最 特賞[90]

## 作品
- 刀銘　果（羽後町指定文化財、羽後町歴史民俗資料館所蔵）[91]
- 刀銘　紀元2605年8月吉日果作（秋田市美術館所蔵）[92]
- 山水 （1917年、1945年の2作。秋田県立近代美術館所蔵）[93]

上記以外にも、得能一男と光芸出版編集部による『日本刀図鑑　令和版』では「刀　銘　光興　昭和十七季十月大詔奉戴日作　為大東亜聖戦完遂　林勇佩刀」という約62.8センチメートルの刃長と1.4センチメートルの反りを持つ刀が掲載されている。この銘について政太郎の人に贈るためのものであるという説と、息子の昊の昭和17、18年の初期の銘とする説に触れている。

## 著作

### 書籍
- 『軍刀身の研究』柴田果作品頒布会、1937年。

1937年の同名の2作をまとめたもの。
- 『柴田紫陽花書: 俳句書』1938年。
- 『非情非々情と俳句』（未定稿）、1953年。
- 『柴田果印譜初集』1972年。
- 『柴田果印譜二集』1973年。
- 岡田夏生編『柴田果印譜三集』[92]。

### 寄稿
- 「鳥海登山記(1-7)」『秋田魁新報』1907年9月16-22日、朝刊3面。
- 「雪中富士登山記(1-5)」『秋田魁新報』1909年1月14-18日、朝刊。
- 「西馬音内なる地名に就いて」『秋田魁新報』1913年8月13日、朝刊3面。
- 「印の話を読んで金風先生に御伺い申ます」『秋田魁新報』1913年11月18日、朝刊3面。
- 「再び印の話をみて」『秋田魁新報』1913年12月1日、朝刊3面。
- 「アイヌ語に非らず」『秋田魁新報』1917年8月4日、朝刊2面。
- 「非アイヌ語辨」『秋田魁新報』1917年9月7日、朝刊1面。
- 「文字製作上より見たる馬字(1-2)」『秋田魁新報』1918年1月2-3日、朝刊2面。
- 「病院控室から」『秋田魁新報』1918年10月14日、朝刊3面。
- 「名尾知事に呈す(1-2)」『秋田魁新報』1919年10月17-18日、朝刊1面。
- 「申字の形音義」『秋田魁新報』1920年1月5日、朝刊3面。
- 「散った笹葉(1-6)」『秋田魁新報』 1920年10月30日 - 11月5日、朝刊3面。
- 「文字製作上より見たる酉字」『秋田魁新報』1921年1月1日、朝刊5面。
- 「流沙墜簡の古簡文字に就いて」『秋田魁新報』1921年8月10日、朝刊1面。
- 「戌字の研究(1-2)」『秋田魁新報』1922年1月2日、4日、朝刊。
- 「奈良君の漢字の中毒を読で」『秋田魁新報』1922年1月19日、朝刊4面。
- 「亥字の研究」『秋田魁新報』1923年1月1日、朝刊5面。
- 「深沢氏の断定せる新成村は雄勝城址に非ず(1-2)」『秋田魁新報』1923年6月5-6日、朝刊3面。
- 「再び雄勝城址に就て(1-4)」『秋田魁新報』1923年7月3-11日、朝刊4面。
- 「子字の研究」『秋田魁新報』1924年1月1日、朝刊4面。
- 「大和言葉は支那古言か」『秋田魁新報』1925年1月1日、朝刊5面。
- 「呉翁の画に就て（上下）（和風先生へ）」『秋田魁新報』1925年1月15-16日、朝刊2面。
- 「寅字の研究」『秋田魁新報』1926年1月1日、朝刊6面。
- 「新学問を組織せんとせらるる千葉命吉先生へ」『秋田魁新報』1926年2月16日、朝刊4面。
- 「千葉命吉氏に対する質問(1-9)」『秋田魁新報』1926年6月30日 - 7月9日、朝刊。
- 「卯字の形音義(1-2)」『秋田魁新報』1927年1月2-3日、朝刊2面。
- 「飯塚昌治君へ」『秋田魁新報』1927年10月28日、朝刊4面。
- 「吳昌碩翁を憶ふ」『秋田魁新報』1927年12月6日、朝刊4面。
- 「鼎洲先生へ 現代政治に就て（上下）」『秋田魁新報』1928年1月20-21日、朝刊4面。
- 「夏の旅(14) 相客は美人にあらず禿頭 あらなつかしの親友を間違えて大失敗」『秋田魁新報』1928年8月5日、夕刊2面。
- 「哲人露月先生」『懸葵』第二十五巻第十一號（第二百九十五號）、懸葵発行所、1928年11月、59-60頁。
- 「說林 淸水吉堂先生へ御伺ひ致します」『刀剣と歴史』(218)、日本刀剣保存会、1929年2月、29-31頁。
- 「冬籠」『懸葵』第二十六巻第四號（第三百號）、懸葵発行所、1929年4月、39-41頁。
- 「私の日或(9) 虚子は死んだら露月の如く崇敬されるか？」『秋田魁新報』1930年11月9日、朝刊2面。
- 「先反短刀」『草園』草園社、1935年10月號、1-2頁。
- 「老莊思想中毒患者の譫言」『一人一文』秋田活版所、1937年、348-351頁。
- 「軍刀身の研究」『憲友』31(8)、軍警会、1937年8月、51-60頁。
- 「軍刀身の研究」『軍事と技術』(6月號)(126)、軍事工業新聞出版局、1937年6月、45-55頁。
- 「西湖春暁」『ホトトギス』第41巻第9號(502號)、1938年6月、37頁。
- 「軍刀身の常識」(1-5)、『刀と劍道』3巻4月號-6月號、3巻8月號-9月號、雄山閣、1939年。
- 「軍刀を需める人の為に」『秋田魁新報』1944年3月8日、10日、朝刊4面。
- 「ホトトギス六百號記念秋田俳句會」『ホトトギス』第49巻第12號(600號)、1946年12月、30-31頁。
- 「名刀愛刀（先着順）　私の愛刀」『刀剱美術』第7号、日本美術刀剣保存協会、1950年10月10日、391頁(合本1)。
- 「信家譚の鉄骨に就て」『刀剱美術』第7号、日本美術刀剣保存協会、1950年10月10日、478-479頁(合本1)。
- 「刀匠は斯う考へる」『刀剱美術』第10、12、13号、日本美術刀剣保存協会、1951年7月31日 - 1952年10月31日、85-94頁(合本2)。

## 家族
元々西馬音内にあった柴田家は、政太郎の曽祖父である柴田養助(初代)の時に分家する。
祖父・養助 (2代目)
本名太助。県内有数の多額納税者で西馬音内酒造、湯澤製材所株式会社取締役、雄勝郡繭市場株式会社監査役、湯澤銀行取締役などを務め資産を作った他西馬音内町長、郡農会長や県会議員としての活動記録も残されている。初代の長男で文久3年1月に誕生、明治35年に家督を相続して養助を襲名する。1902年9月16日没。
父・養助 (3代目)
本名善太郎。それまでの山桑に頼る養蚕法から、蚕の種類の選定の実施や繭の乾燥、貯蔵法の改良をする。他にも稲作、畜産などの改良に尽くす。1906年より30年西馬音内町長を務める。1936年6月没。また後に全国的な知名度を得る西馬音内盆踊りが伝わる下地を作る。

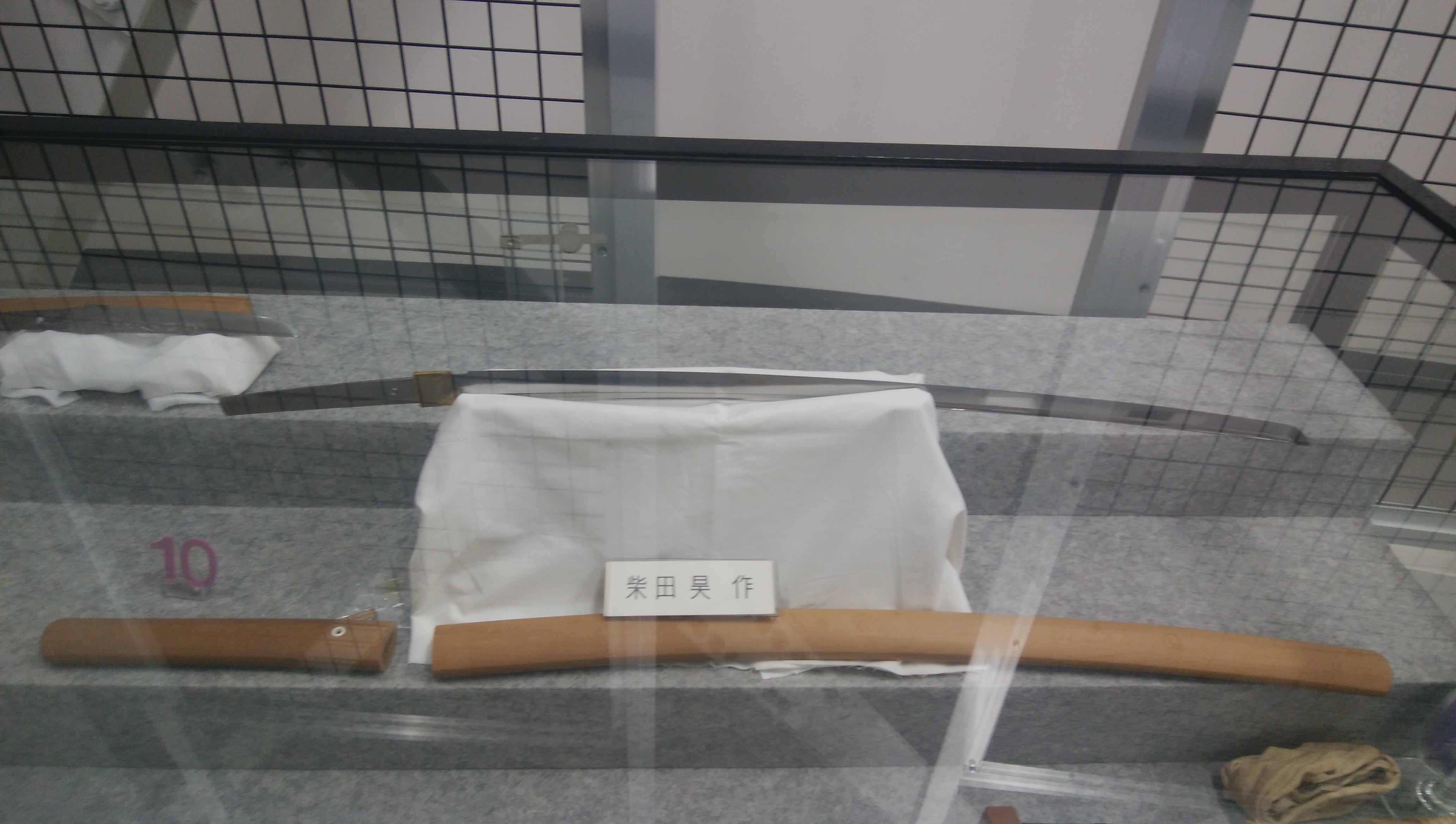
長男の柴田昊による日本刀。秋田大学鉱業博物館所蔵(2018年)。

長男・清太郎
1906年8月13日 - 1978年2月2日
政太郎の助手となったことを切っ掛けに刀匠として活動を始め、40年以上鍛刀に打ち込む。一方で森林組合の常務理事や酒造会社の理事を務める。銘は昊(こう)。その後相模国系の相州伝や国光、行光、正宗、貞宗、郷、左などを目標として掲げ、作刀技術発表会に9回、新作名刀展に6回入選を果たす。また1967年の『秋田魁新報』の記事ではアメリカインディアナ州出身の薬学博士であるウォルター・エイムズ・コンプトンに鍛刀を依頼されたことが記されている。
- 受賞
  - 第一回作刀技術発表会（昭和30年）- 入選[104]
  - 第二回作刀技術発表会（昭和31年）- 入選[105]
  - 第三回作刀技術発表会（昭和32年）- 入選[106]
  - 第四回作刀技術発表会（昭和33年）- 入選[107]
  - 第八回作刀技術発表会（昭和37年）- 入選[108]
  - 第九回作刀技術発表会（昭和38年）- 入選[109]